# علی‌آباد شمس
علی‌آباد شمس، روستایی، از توابع بخش رونیز شهرستان استهبان، در استان فارس ایران است.

## جمعیت
این روستا در دهستان رونیز قرار دارد و براساس سرشماری مرکز آمار ایران در سال ۱۳۸۵، جمعیت آن ۶۱۸ نفر (۱۴۴خانوار) بوده‌است.